# Lijst van spoorwegstations van Rodalies Barcelona
Dit is een complete lijst van spoorwegstations van Rodalies Barcelona.

## Stations
| Naam                                           | OV-zone | Lokale autoriteit            |
| ---------------------------------------------- | ------- | ---------------------------- |
| Luchthaven                                     | 1       | El Prat de Llobregat         |
| Arc de Triomf                                  | 1       | Barcelona                    |
| Arenys de Mar                                  | 4       | Arenys de Mar                |
| Badalona                                       | 1       | Badalona                     |
| Balenyà-Els Hostalets                          | 5       | Balenyà                      |
| Balenyà-Tona-Seva                              | 5       | Balenyà                      |
| Barberà del Vallès                             | 2       | Barberà del Vallès           |
| Bellvitge                                      | 1       | L'Hospitalet de Llobregat    |
| Blanes                                         | 6       | Blanes                       |
| Cabrera de Mar                                 | 3       | Cabrera de Mar               |
| Calafell                                       | 5       | Calafell                     |
| Caldes d'Estrac                                | 4       | Caldes d'Estrac              |
| Calella                                        | 5       | Calella                      |
| Canet de Mar                                   | 4       | Canet de Mar                 |
| Cardedeu                                       | 4       | Cardedeu                     |
| Castellbell i el Vilar-Monistrol de Montserrat | 5       | Castellbell i el Vilar       |
| Castellbisbal                                  | 3       | Castellbisbal                |
| Castelldefels                                  | 2       | Castelldefels                |
| Cerdanyola Universitat                         | 3       | Cerdanyola del Vallès        |
| Cerdanyola del Vallès                          | 3       | Cerdanyola del Vallès        |
| Cornellà                                       | 1       | Cornellà de Llobregat        |
| Cubelles                                       | 5       | Cubelles                     |
| Cunit                                          | 5       | Cunit                        |
| El Clot-Aragó                                  | 1       | Barcelona                    |
| El Masnou                                      | 2       | El Masnou                    |
| El Papiol                                      | 2       | El Papiol                    |
| El Vendrell                                    | 6       | El Vendrell                  |
| Els Monjos                                     | 4       | Santa Margarida i els Monjos |
| Estació de França                              | 1       | Barcelona                    |
| El Prat de Llobregat                           | 2       | El Prat de Llobregat         |
| Figaró                                         | 1       | Figaró-Montmany              |
| Garraf                                         | 2       | Sitges                       |
| Gavà                                           | 2       | Gavà                         |
| Gelida                                         | 3       | Gelida                       |
| Granollers Centre                              | 3       | Granollers                   |
| Granollers-Canovelles                          | 3       | Granollers                   |
| Gualba                                         | 4       | Gualba                       |
| L'Arboç                                        | 6       | L'Arboç                      |
| L'Hospitalet de Llobregat                      | 1       | L'Hospitalet de Llobregat    |
| La Garriga                                     | 4       | La Garriga                   |
| La Granada                                     | 4       | La Granada                   |
| La Llagosta                                    | 2       | La Llagosta                  |
| Lavern-Subirats                                | 3       | Subirats                     |
| Les Franqueses del Vallès                      | 3       | Les Franqueses del Vallès    |
| Les Franqueses-Granollers Nord                 | 3       | Les Franqueses del Vallès    |
| Llinars del Vallès                             | 3       | Llinars del Vallès           |
| Malgrat de Mar                                 | 5       | Malgrat de Mar               |
| Manresa                                        | 6       | Manresa                      |
| Martorell                                      | 3       | Martorell                    |
| Mataró                                         | 3       | Mataró                       |
| Maçanet Massanes                               | 6       | Maçanet de la Selva          |
| Molins de Rei                                  | 2       | Molins de Rei                |
| Mollet-Sant Fost                               | 2       | Mollet del Vallès            |
| Mollet-Santa Rosa                              | 2       | Mollet del Vallès            |
| Montmeló                                       | 2       | Montmeló                     |
| Montcada Bifurcació                            | 1       | Montcada i Reixac            |
| Montcada i Reixac                              | 1       | Montcada i Reixac            |
| Montcada i Reixac - Santa Maria                |         | Montcada i Reixac            |
| Montcada i Reixac - Manresa                    | 1       | Montcada i Reixac            |
| Montcada - Ripollet                            | 1       | Montcada i Reixac            |
| Montgat                                        | 2       | Montgat                      |
| Montgat Nord                                   | 2       | Montgat                      |
| Ocata                                          | 2       | El Masnou                    |
| Palautordera                                   | 2       | Santa Maria de Palautordera  |
| Parets del Vallès                              | 2       | Parets del Vallès            |
| Barcelona Passeig de Gràcia                    | 1       | Barcelona                    |
| Pineda de Mar                                  | 4       | Pineda de Mar                |
| Platja de Castelldefels                        | 2       | Castelldefels                |
| Plaça de Catalunya                             | 1       | Barcelona                    |
| Premià de Mar                                  | 2       | Premià de Mar                |
| Riells i Viabrea-Breda                         | 4       | Riells i Viabrea             |
| Hostalric                                      | 5       | Hostalric                    |
| Rubí                                           | 2       | Rubí                         |
| Sabadell Centre                                | 2       | Sabadell                     |
| Sabadell Nord                                  | 2       | Sabadell                     |
| Sabadell Sud                                   | 2       | Sabadell                     |
| Sant Adrià de Besòs                            | 1       | Sant Adrià de Besòs          |
| Sant Andreu Arenal                             | 1       | Barcelona                    |
| Sant Andreu Comtal                             | 1       | Barcelona                    |
| Sant Andreu de Llavaneres                      |         | Sant Andreu de Llavaneres    |
| Sant Celoni                                    | 4       | Sant Celoni                  |
| Sant Cugat del Vallès                          | 2       | Sant Cugat del Vallès        |
| Sant Feliu de Llobregat                        | 2       | Sant Feliu de Llobregat      |
| Sant Joan Despí                                | 1       | Sant Joan Despí              |
| Sant Martí de Centelles                        | 4       | Sant Martí de Centelles      |
| Sant Miquel de Gonteres-Viladecavalls          | 3       | Viladecavalls                |
| Sant Pol de Mar                                | 4       | Sant Pol de Mar              |
| Sant Sadurní d'Anoia                           | 3       | Sant Sadurní d'Anoia         |
| Sant Vicenç de Calders                         | 6       | El Vendrell                  |
| Sant Vicenç de Castellet                       | 5       | Sant Vicenç de Castellet     |
| Santa Perpètua de Mogoda                       | 2       | Santa Perpètua de Mogoda     |
| Santa Susanna                                  | 5       | Santa Susanna                |
| Barcelona Sants                                | 1       | Barcelona                    |
| Segur de Calafell                              | 5       | Calafell                     |
| Sitges                                         | 3       | Sitges                       |
| Terrassa                                       | 2       | Terrassa                     |
| Tordera                                        | 5       | Tordera                      |
| Torre del Baró                                 | 1       | Barcelona                    |
| Vacarisses                                     | 4       | Vacarisses                   |
| Vacarisses-Torreblanca                         | 4       | Vacarisses                   |
| Vic                                            | 6       | Vic                          |
| Viladecans                                     | 1       | Viladecans                   |
| Viladecavalls                                  | 3       | Viladecavalls                |
| Vilafranca del Penedès                         | 4       | Vilafranca del Penedès       |
| Vilanova i la Geltrú                           | 4       | Vilanova i la Geltrú         |
| Vilassar de Mar                                | 2       | Vilassar de Mar              |